# 강릉시의회
강릉시의회는 강원특별자치도 강릉시 지역을 관할하는 기초의회이다.